# Ábrahám Jakab
Ábrahám Jakab (Csíklázárfalva, 1952. augusztus 2. –) erdélyi magyar képzőművész, grafikus, tanár.

## Élete
1952. augusztus 2-án született Csíklázárfalván, Hargita megyében. Édesapja Ábrahám Péter asztalos; édesanyja Ábrahámné Kádár Zsuzsanna háztartásbeli. Vallása római katolikus. Felesége Ábrahám Olga logopédus. Lánya Ábrahám Imola képzőművész. 1976-ban végzett Kolozsváron a „Ion Andreescu” Képzőművészeti Főiskola Grafika szakán. 1990-től a Romániai Képzőművész Szövetség Brassó megyei Fiókjának tagja.
1986-tól a Magyar Képző- és Iparművész Szövetség tagja. A kolozsvári Barabás Miklós Céh tagja. Számos designdíj nyertese, mint a brassói Nivea, Norvea és Colgate Palmolive formatervezője. 1996–2010 a Brassói Hans Mattis Teutsch Képzőművészeti Líceum tanára. Jelenleg a Brassói Tiberiu Brediceanu Művészeti Iskola tanára.

## Művészeti tevékenysége

### 1969
- Nemzeti Szalon a Művészeti líceumok, szakközépiskolák, posztlíceumi továbbképzők számára – Román Athenaeum, Bukarest, Románia

### 1975
- „A nő” 75 – Fényképszalon Kolozsvár, Románia Egyetemi Képzőművészeti Szalon, Művészeti Galéria Nagyszeben, Románia

### 1976
- „Forma-alkotás” – Offenbach am Main és a Ion Andreescu Főiskola közös kiállítása Kolozsvár, Offenbach am Main Németország Egyéni kiállítás – Korunk Galéria Kolozsvár
- Egyéni kiállítás – Művészeti Galéria Csíkszereda
- Ifjúsági Alkotókör kiállítása Csíkszereda, Románia
- Ifjúsági Alkotókör kiállítása Kolozsvár, Románia

### 1977
- Grafika és tapiszéria – Művészeti Akadémia Drezda, Német Demokratikus Köztársaság

### 1979
- Egyéni kiállítás – Viktoria Galéria Brassó, Románia
- Megyei Képzőművészeti Kiállítás – Capitol Galéria Brassó, Románia
- Ex libris kiállítás „A világ gyermekei békét akarnak” – Brassó, Románia
- Egyéni kiállítás – Brassói Lapok Galéria Brassó, Románia.
- Képzőművészeti Kiállítás – Capitol Terem Brassó, Románia.
- 1980 Egyéni Kiállítás, „Petőfi Sándor” Művelődési Ház, Bukarest, Románia.
- 1980 Humorgrafikai Szalon Marosvásárhely, Románia.
- 1980 Megyei Képzőművészeti Kiállítás, Viktoria Galéria, Brassó, Románia
- 1980 Egyéni Grafikai Kiállítás, Céh Múzeum, Kézdivásárhely, Románia.
- 1981 Romániai Fiatal Képzőművészek Kiállítása, „MEDIUM”, Sepsiszentgyörgy, Románia.
- 1981 Ifjúsági Alkotókör Grafikai és Szobrászati Kiállítása, Sirius Galéria, Románia.
- 1981 Megyei Képzőművészeti Kiállítás, Capitol Galéria, Brassó, Románia
- 1981 Megyeközi Képzőművészeti Kiállítás Capitol Galéria, Brassó, Románia.
- 1981 Nemzeti Képzőművészeti Kiállítás, Dalles Terem, Bukarest, Románia.
- 1982 „Képzőművészek a béke szolgálatában”, Viktoria Galéria, Brassó, Románia.
- 1982 Egyéni kiállítás Viktoria Galéria, Brassó, Románia.
- 1982 Nemzeti Képzőművészeti Emlékkiállítás, Dalles Terem, Bukarest, Románia.
- 1982 Egyéni Grafikai Kiállítás, Kézdivásárhely, Románia.
- 1982 Megyei Képzőművészeti Kiállítás, Viktória Galéria, Brassó, Románia.
- 1982 Nemzeti Grafikai Szalon, Dalles Terem, Bukarest, Románia.
- 1983 Egyéni Grafikai Kiállítás, Művészeti Galéria, Csíkszereda, Románia.
- 1983 Megyei Képzőművészeti Kiállítás, Viktória Galéria, Brassó, Románia.
- 1983 Megyei Képzőművészeti Kiállítás, „Az emberi test formái”, Brassó, Románia.
- 1983 Nemzeti Grafikai Szalon, Dunadelta Múzeum, Tulcsa, Románia.
- 1984 Egyéni Grafikai Kiállítás, Művészeti Galéria, Sepsiszentgyörgy, Románia.
- 1984 Megyeközi Grafikai Kiállítás, Nagyszeben, Románia.
- 1984 Nemzeti Grafikai Szalon, Dalles Terem, Bukarest, Románia.
- 1984 Nemzeti Grafikai Szalon, Dunadelta Múzeum, Tulcsa, Románia.
- 1984 Megyei Képzőművészeti Kiállítás, Viktória Galéria, Brassó, Románia.
- 1985 Rajz Kiállítás, „Tükör”, Mühely-35 Csoport, Nagybánya, Románia.
- 1985 Nemzeti Grafikai Szalon, Dunadelta Múzeum, Tulcsa, Románia.
- 1985 Gyűjteményes Képzőművészeti Kiállítás, Brassói Lapok Galéria, Brassó, Románia.
- 1985 Egyéni Grafikai Kiállítás, Sirius Galéria, Nagyszeben, Románia.
- 1985 Megyei Kiállítás, Viktória Galéria, Brassó, Románia.
- 1985 Nemzetközi Humorgrafikai Szalon, Képzőművészeti Galéria, Marosvásárhely,
- 1986 Megyei Kiállítás, Viktória Galéria Brassó, Románia.
- 1986 Nemzeti Grafikai, Festészeti, Kerámia Szalon, Dalles Terem, Bukarest, Románia.
- 1986 Fénykép Kiállítás, Új Galéria, Nagyvárad, Románia.
- 1988 Megyei Kiállítás, Viktória Galéria, Brassó, Románia.
- 1988 Egyéni Grafikai Kiállítás Művelődési Központ, Kézdivásárhely, Románia.
- 1988 Egyéni Grafikai Kiállítás, Brassói Lapok Galéria, Brassó, Románia.
- 1988 Egyéni Grafikai Kiállítás, Kis Galéria, Nagyvárad, Románia.
- 1988 Nemzeti Grafikai Szalon, Dalles Terem, Bukarest, Románia
- 1989 Megyei Kiállítás, Viktória Galéria, Brassó, Románia.
- 1989 Nemzetközi Ex-Libris Kiállítás, „Baron Taylor”, Naissance, Franciaország.
- 1989 Nemzetközi Ex-Libris Kiállítás, „Torinói Könyvszalon”, Torinó, Itália.
- 1989 Nemzeti Grafikai Szalon, Dalles Terem, Bukarest, Románia.
- 1989 Egyéni Grafikai Kiállítás, Magyar Nemzeti Színház Előcsarnoka, Kolozsvár, Románia.
- 1990 Csoportos Grafikai Kiállítás, Tours, Franciaország.
- 1990 Megyei Kiállítás, Viktória Galéria, Brassó, Románia.
- 1991 Egyéni Grafikai Kiállítás, Viktória Galéria, Brassó, Románia.
- 1991 Nemzetközi Ex-Libris Kiállítás, „Eros”, Sint-Niklaas, Belgium.
- 1991 Megyei Tavaszi Szalon, Viktoria Galéria, Brassó, Románia.
- 1991 Nemzetközi Kortárs Művészeti Kiállítás „ Medium 2”, Művészeti Múzeum, Sepsiszentgyörgy, Románia.
- 1991 Megyei Kiállítás, Viktória Galéria, Brassó, Románia.
- 1991 Nemzetközi Barátság Alkotótábor Kiállítása, Lázár Kastély, Gyergyószárhegy, Románia.
- 1991 Nemzeti Grafikai Szalon, Dalles Terem, Bukarest, Románia.
- 1991 Erdély Művészetéért Alapítvány, Budapest, Vigadó Galéria Magyarország.
- 1992 Kőrösi Csoma Sándor Emlékkiállítás, Művészeti Képtár, Kovászna, Románia.
- 1992 Egyéni Grafikai Kiállítás, Helytörténeti Múzeum, Törökszentmiklós, Magyarország.
- 1992 Nemzetközi Kisgrafikai Kiállítás, Újpest Galéria, Budapest, Magyarország.
- 1992 Tetemrehívás, Témaelemző kiállítás, Gyárfás Jenő Emlékház, Sepsiszentgyörgy.
- 1992 Egyéni Grafikai Kiállítás, Művelődési Központ, Pécs, Magyarország.
- 1992 Megyei Kiállítás, Viktória Galéria, Brassó, Románia.
- 1993 Kőrösi Csoma Sándor Emlékkiállítás, „Sorsközösségben” Művészeti Képtár, Kovászna, Románia.
- 1993 Egyéni Grafikai Kiállítás, Szegfű Galéria, Budapest Magyarország.
- 1993 Csoportos Kiállítás, „Incitato”, Céh Múzeum, Kézdivásárhely, Románia.
- 1993 Csoportos Grafikai Kiállítás, Moll, Brüsszel, Belgium.
- 1994 19.Nemzetközi Grafikai Fesztivál, Kyoto, Japán.
- 1994 Nemzetközi Kisgrafikai Kiállítás, Újpest Galéria, Budapest, Magyarország.
- 1994 Erdélyi Magyar Képző-és Iparművészek Tára, Kultúrpalota, Marosvásárhely, Románia.
- 1994 Székelyföldi Képzőművészek Tárlata, Székesfehérvár, Magyarország.
- 1994 Kőrösi Csoma Sándor Emlékkiállítás, „A megmaradás esélyei,” Művészeti Képtár, Kovászna, Románia.
- 1995 Egyéni Grafikai Kiállítás, Korunk Galéria, Kolozsvár, Románia.
- 1995 Rajz Kiállítás „Az emberi test formái”, Brassó, Románia.
- 1995 Kortársaink, Képzőművészeti Kiállítás, Kultúrpalota, Marosvásárhely, Románia.
- 1995 Kőrösi Csoma Sándor Emlékkiállítás, „A hit parancsai,” Képtár , Kovászna, Románia.
- 1995 Brassói Képzőművészek Csoportja, Győr, Magyarország.
- 1995 Brassói Képzőművészek Csoportja, Stockholm, Svédország.
- 1996 „Tisztelgés a honfoglalás 110. évfordulója előtt”, Magyarok Világszövetségének Székháza, Budapest, Magyarország.
- 1996 Román Képzőművészeti Kiállítás, Holstebro, Dánia.
- 1996 Anna ART, Medium-3, Művészeti Fesztivál, Sepsiszentgyörgy, Románia.
- 1996 Kőrösi Csoma Sándor Emlékkiállítás, „A magunk keresése,” Művészeti Képtár, Kovászna, Románia.
- 1996 Kárpát-Medencében Élő Művészek Kiállítása, Vármegye Galéria, Budapest, Magyarország.
- 1996 Háromszéki és Brassói Képzőművészek Március 15-öt Köszöntő Ünnepi Tárlata, Céh Múzeum, Kézdivásárhely, Románia.
- 1997 Barabás Miklós Céh Képzőművészei Őszi Tárlata. Kultúrpalota, Marosvásárhely, Románia.
- 1997 Első Kisgrafikai Biennálé, Művészeti Galéria, Kolozsvár, Románia.
- 1997 Európai Triennálé, Avantgárd és nem Tradicionális Grafika Verseny, Prága, Csehország.
- 1997 Román és Orosz Kortárs Képzőművészek Tárlata, Tours, Franciaország.
- 1997 Kőrösi Csoma Sándor Emlékkiállítás, „A Fa,” Művészeti Képtár, Kovászna, Románia.
- 1997 Hortobágyi Művésztelep Alkotóinak Közös Tárlata, Hortobágy, Magyarország, Kovászna, Románia
- 1998 Kortárs Magyar Galéria Gyűjteményes Kiállítása, Dunaszerdahely, Szlovákia.
- 1998 Román Képzőművészek Tárlata, Dortmund, Németország.
- 1998 „2+3” Csoport Kiállítása, Arschot, Belgium.
- 1998 Nemzetközi Kisgrafikai Kiállítás, Újpest Galéria, Budapest, Magyarország.
- 1998 19. Országos Grafikai Biennálé, Kortárs Román Grafikák, Miskolc, Magyarország.
- 1998 Hortobágyi Művésztelep Kiállítása, Hortobágy, Magyarország.
- 1998 Kőrösi Csoma Sándor Emlékkiállítás, „Ablakok,” Művészeti Képtár, Kovászna, Románia.
- 1998 Határontúli Magyar Festők Kiállítása, Hajdúhadház, Magyarország.
- 1998 „Európai Művészet” Nemzetközi Művésztelep Kiállítása,, Tierache, Saint Michel, Franciaország.
- 1998 19. Nemzetközi „Impact Art” Fesztivál, Kyoto, Japán.
- 1998 Határontúli Magyar Festők Kiállítása, Nádudvar, Magyarország.
- 1998 3. Nemzetközi Kortárs Grafikai Kiállítás, Kualalumpur, Malaysia.
- 1998 Az 1848-49-es Szabadságharc és Forradalom 150. éves évfordulója tiszteletére rendezett Képzőművészeti Kiállítás, Céh Múzeum, Kézdivásárhely, Románia.
- 1999 19. Kisgrafikai Biennálé, Saint-Niklaas, Belgium.
- 1999 20. „Impact Art Festival 99” Kyoto, Japán.
- 1999 2. Nemzetközi Ex-Libris Verseny az Európa Tanács Fennállásának 50. Évfordulója alkalmából, Rijeka, Szlovénia.
- 1999 Grafikai Művészetek Nemzetközi Fesztiválja, Művészeti Múzeum, Kolozsvár, Románia.
- 1999 Kőrösi Csoma Sándor Emlékkiállítás, „Cantata Profana”, Művészeti Képtár, Kovászna, Románia.
- 1999 Hortobágyi Művésztelep Kiállítása, Hortobágy, Magyarország.
- 1999 Határontúli Magyar Festőművészek Kiállítása, Nádudvar, Magyarország.
- 1999 Hortobágyi Művésztelep Alkotóinak Közös Tárlata, Hatvan, Magyarország.
- 1999 33 Határontúli Magyar Festő Kiállítása, Határon Túli Magyarok Hivatala, Budapest, Magyarország.
- 1999 33 Határontúli Magyar Festő Kiállítása, Polgár, Magyarország.
- 1999 „Európai Művészet” Nemzetközi Művésztelep Kiállítása, Tierache, Saint Michel, Franciaország.
- 1999 Rajztanárok Éves Kiállítása, Viktoria Galéria, Brassó, Románia.
- 1999 Hortobágyi Művésztelep Kiállítása, Hajdúhadház, Magyarország
- 1999 Képzőművészeti Kiállítás, Művelődési Központ, Apáca, Románia.
- 1999 Román Képzőművészek Tárlata, Román Nagykövetség, Róma, Itália.
- 2000 Hortobágyi Művésztelep Kiállítása, Hortobágy, Magyarország.
- 2000 Kőrösi Csoma Sándor Emlékkiállítás, „Az idő arcai. Kövek”, Művészeti Képtár, Kovászna, Románia.
- 2000 Székelyföldi Művészek Tárlata a Millennium Évében, Pelikán Galéria, Székesfehérvár, Magyarország.
- 2000 20. Országos Grafikai Biennálé, Miskolc, Magyarország.
- 2000 2000. Jubileumi Kiállítás, Medgyessy Múzeum, Debrecen, Magyarország.
- 2000 Közös Képzőművészeti Kiállítás, Katalin Kapu, Brassó, Románia.
- 2000 1848-1849 Szabadságharc Emlékére rendezett Jubileumi Kiállítás, Céh Múzeum, Kézdivásárhely, Románia.
- 2001 Rajztanárok Éves Kiállítása, „Könyv” Viktoria Galéria, Brassó, Románia.
- 2001 Kőrösi Csoma Sándor Emlékkiállítás, „Az idő arcai. Kövek”, Művészeti Képtár Kovászna, Románia.
- 2001 Nemzetközi Kisgrafikai Biennálé, Művészeti Múzeum, Kolozsvár, Románia.
- 2001 Határon Túli Magyarok Kiállítása, DOTE Galéria, Debrecen, Magyarország.
- 2001 Határon Túli Magyarok Kiállítása, Miskolc, Magyarország.
- 2001 Hortobágyi Művésztelep Kiállítása, Hortobágy, Magyarország.
- 2001 Megyei Tárlat, Viktória Galéria, Brassó, Románia.
- 2001 Határok Nélkül, A Kárpát-medencében élő művészek kiállítása, Vármegye Galéria, Budapest, Magyarország.
- 2002 Hortobágyi Művésztelep Kiállítása, Hortobágy, Magyarország
- 2002 Egyéni Kiállítás, Művészeti Múzeum, Brassó, Románia.
- 2002 Kőrösi Csoma Sándor Emlékkiállítás, „Ritmusok”, Művészeti Képtár, Kovászna, Románia
- 2002 „Francia impressziók, Franciaországban járt képzőművészek Kiállítása,
- 2002 Déri Múzeum, Debrecen, Magyarország.
- 2002 Brassói Képzőművészek Tárlata, Művelődési Ház, Barót, Románia.
- 2002 Brassói Kortárs Metszet Kiállítás Stockholm, Svédország.
- 2002 Nemzetközi Kisgrafikai Kiállítás, Újpest Galéria, Budapest, Magyarország.
- 2002 Egyéni Kiállítás „Jelek”, Transilvania Egyetem Aulája Brassó, Románia.
- 2002 Brassói Kortárs Metszet Kiállítás Művészeti Múzeum, Brassó, Románia.
- 2002 „Incitato” Nemzetközi Művésztelep, „Lófőszékely”, Kiállítása, Céhtörténeti Múzeum, Kézdivásárhely, Románia.
- 2003 Csoportos kiállítás „Et November” Transilvánia Egyetem Aulája, Brassó, Románia.
- 2003 Téli Képzőművészeti Szalon, Viktória Galéria, Brassó, Románia.
- 2003 Csoportos Képzőművészeti Kiállítás „Híd”, Viktória Galéria, Brassó, Románia
- 2003 Közös Képzőművészeti Kiállítás, Baiulescu Ház, Brassó, Románia.
- 2003 Képzőművészeti Kiállítás, Kincsem Lovaspark, Tápiószentmárton, Magyarország
- 2003 Hortobágyi Művésztelep 2002. évi anyagának Kiállítása, DOTE Galéria, Debrecen, Magyarország.
- 2003 „Incitato” Nemzetközi Művésztelep Kiállítása, „Élet a ménesben” Céhtörténeti Múzeum, Kézdivásárhely, Románia.
- 2004 Kőrösi Csoma Sándor Emlékkiállítás, „Szarvas”, Művészeti Képtár, Kovászna, Románia.
- 2004 Brassói Képzőművészek Kiállítása, Művészeti Múzeum, Győr, Magyarország.
- 2004 Hortobágyi Művésztelep Kiállítása, Hortobágy, Magyarország
- 2004 Művészeti Líceum rajztanárai Kiállítása, „Állomás”, Viktoria Galéria, Brassó, Románia.
- 2004 Incitato” Nemzetközi Művésztelep Kiállítása, „Ló és lóerő” Céhtörténeti Múzeum, Kézdivásárhely, Románia.
- 2004 Kortárs Magyar Képzőművészek Kiállítása, Kortárs Galéria, Dunaszerdahely, Szlovákia.
- 2004 Hortobágyi Művésztelep Kiállítása, Kenéz Kórház, Debrecen, Magyarország.
- 2004 Hortobágyi Művésztelep Kiállítása, Gyomaendrőd, Magyarország
- 2005 5. Nemzetközi Kisgrafikai Biennálé, Szépművészeti Múzeum, Kolozsvár, Románia.
- 2005 Apáczai Csere János Emlékház és Állandó Képtár avatóünnepsége tiszteletére Kőrösi Csoma Sándor Emlékkiállítás, „Világfa”, Művészeti Képtár, Kovászna, Románia.
- 2005 „Incitato” Nemzetközi Művésztelep Kiállítása, „Pegazus” Céhtörténeti Múzeum, Kézdivásárhely, Románia.
- 2005 Farkas István Műgyűjtő Képzőművészeti anyagának Kiállítása, Képtár, Sepsiszentgyörgy, Románia.
- 2005 „Soleil de l”est” Gyűjteményes Kiállítása, Bukarest, Románia.
- 2005 Megyei Képzőművészeti Szalon, Művészeti Múzeum, Brassó, Románia.
- 2005 Művészeti Líceum rajztanárai Kiállítása, „Bélyeg”, Viktoria Galéria, Brassó, Románia
- 2005 Hortobágyi Művésztelep Kiállítása, Hortobágy, Magyarország
- 2005 Hortobágyi Művésztelep Kiállítása, DOTE Galéria, Debrecen , Magyarország.
- 2006 Művészeti Líceum rajztanárai Kiállítása, „Mozart”, Viktoria Galéria, Brassó, Románia.
- 2006 Megyei Képzőművészeti Szalon, Művészeti Múzeum, Brassó, Románia.
- 2006 Kőrösi Csoma Sándor Emlékkiállítás, „Az út”, Művészeti Képtár, Kovászna, Románia.
- 2006 Hortobágyi Művésztelep Kiállítása, Hortobágy, Magyarország.
- 2006 Hortobágyi Művésztelep Kiállítása, DOTE Galéria, Debrecen, Magyarország.
- 2006 Hortobágyi Művésztelep Kiállítása, Brassai Galéria, Debrecen, Magyarország.
- 2006 Művészeti Líceum rajztanárai Kiállítása, „Mozart” , U.N.E.S.C.O.Központ, Bukarest, Románia.
- 2006 „Incitato” Nemzetközi Művésztelep Kiállítása, Céh Múzeum, Kézdivásárhely, Románia.
- 2006 Erdélyi Magyar Művészpedagógusok Egyesületének Tárlata, ”Változtasd meg élted, In memoriam 1956”, Apáczai Galéria, Kolozsvár, Románia.
- 2007 Hortobágyi Művésztelep Kiállítása, Hortobágy, Magyarország.
- 2007 Megyei Képzőművészeti Szalon, Művészeti Múzeum, Brassó, Románia.
- 2007 Művészeti Líceum rajztanárai Kiállítása, „Anyag és Eszme”, Europa Galéria, Brassó, Románia.
- 2007 Gyergyószárhegyi Művésztelep első Veterán Táborának záró kiállítása, Alkotóközpont, Gyergyószárhegy, Románia.
- 2007 Erdélyi Magyar Művészpedagógusok Egyesületének Tárlata, „Szárnyalás”, In memoriam Leonardo da Vinci, Áprily Lajos, Szabó Lőrinc, Apáczai Galéria, Kolozsvár, Románia.
- 2008 Hortobágyi Művésztelep Kiállítása, Hortobágy, Magyarország
- 2008 Ünnepi Tárlat Március 15 tiszteletére, Céhtörténeti Múzeum, Kézdivásárhely, Románia.
- 2008 Incitato” Nemzetközi Művésztelep Kiállítása, „Fehérlófia” Céhtörténeti Múzeum, Kézdivásárhely, Románia.
- 2008 Erdélyi Magyar Művészpedagógusok Egyesületének Tárlata „Forma-világ”, Apáczai Galéria, Kolozsvár, Románia.
- 2008 Román Kortárs Metszet Kiállítás, Nicosia, Cyprus.
- 2008 Incitato” Nemzetközi Művésztelep Kiállítása, „Ló a hadviselésben” Céhtörténeti Múzeum, Kézdivásárhely, Románia.
- 2008 Brassói Képzőművészek Őszi Tárlata, Okian Galéria, Brassó, Románia.
- 2008 „Grafikai Gyűjtemény” Kiállítása, Művészeti Múzeum, Brassó, Románia.
- 2009 Incitato” Nemzetközi Művésztelep Kiállítása, „Sportló” Céhtörténeti Múzeum, Kézdivásárhely, Románia.
- 2009 Március Idusa a Millennium Évében, Céhtörténeti Múzeum, Kézdivásárhely, Románia
- 2009 Brassói Képzőművészek Tárlata „Az én Brassóm”, Okián Galéria, Brassó, Románia
- 2009 Képzőművészeti Kiállítás, „In Memoriam Tóth Ferenc”, Vigadó Művelődési Ház, Kézdivásárhely, Románia.
- 2009 Erdélyi Magyar Művészpedagógusok Egyesületének Tárlata, „Szakrális terek”, Apáczai Galéria, Kolozsvár, Románia.
- 2009 Képzőművészeti Kiállítás, „Vonal, Szín Forma”, Művészeti Galéria, Kézdivásárhely, Románia.
- 2009 Művészeti Szalon, Európa Galéria, Brassó, Románia.
- 2009 Képzőművészeti Kiállítás, „Barabás Miklós Céh 80. évfordulója”, Gyérfás Jenő Képtár Sepsiszentgyörgy, Románia.
- 2009 Képzőművészeti Aukció a temesvári Új Ezredév Református Központ építésének támogatására, Temesvár, Románia.
- 2010 Hans Mattis Teutsch Képzőművészeti Líceum tanárai Kiállítása „ Utazáson túl”, Europa Galéria, Brassó, Románia.
- 2010 Incitato” Nemzetközi Művésztelep Kiállítása, „Ló a hitvilágban” Céhtörténeti Múzeum Kézdivásárhely, Románia.
- 2010 Grafikai szemle, I székelyföldi grafikai biennálé, Sepsiszentgyörgy, Románia.
- 2010 Kőrösi Csoma Sándor Emlékkiállítás, „Végtelen”, Képtár, Kovászna, Románia
- 2010 Művészeti Szalon, Európa Galéria, Brassó, Románia.
- 2010 „Önarckép”, Okian Galéria, Brassó, Románia
- 2010 Barcasági Művészek kiállítása, Reménység Háza Galéria, Brassó, Románia
- 2010 „Kincses Kolozsvár, kincses Erdély, Apáczai Galéria, Kolozsvár, Románia
- 2010 Kortárs Képzőművészeti kiállítás, Művészeti Múzeum, Brassó, Románia
- 2010 Grafikai szemle, I székelyföldi grafikai biennálé, Sepsiszentgyörgy, Románia.
- 2010 Kőrösi Csoma Sándor Emlékkiállítás, „Végtelen”, Művészeti Képtár, Kovászna, Románia
- 2010 Művészeti Szalon, Európa Galéria, Brassó, Románia.
- 2011 Márciusi Tárlat, Reménység Háza Galéria, Brassó, Románia
- 2011 XXII. Ünnepi Tárlat, Céhtörténeti Múzeum, Kézdivásárhely, Románia
- 2011 Megyei Tárlat, Európa Galéria, Brassó, Románia
- 2011 Reménység Háza Galéria, egyéni kiállítás, Brassó, Románia
- 2011 Kortárs Képzőművészeti kiállítás, Művészeti Múzeum, Brassó, Románia
- 2011 Incitato” Nemzetközi Művésztelep kiállítása, „Ló a vadászatban” Céhtörténeti Múzeum Kézdivásárhely, Románia
- 2012 Márciusi Tárlat, Reménység Háza Galéria, Brassó, Románia
- 2012 Incitato” Nemzetközi Művésztelep kiállítása, „Álomló” Céhtörténeti Múzeum Kézdivásárhely, Románia
- 2012 Egyéni kiállítás, Bernádi Galéria, Marosvásárhely, Románia
- 2012 Egyéni kiállítás, Művelődési ház, Lázárfalva, Románia

## Művészeti táborok
- Incitato Lovastábor Kézdivásárhely Románia, 1993-2012
- Barátság Alkotótábor Szárhegy, Románia 1991
- Nemzetközi Alkotótábor Hortobágy, Magyarország 1997, 1998 1999, 2000, 2001, 2002, 2004, 2005, 2006, 2007, 2008.
- Europeenne de l’Art en Thierache, Saint-Michel , Saint-Michel Franciaország 1998, 1999
- Veterán Alkotótábor, Szárhegy, Románia 2007
- Gyimesi csángó értékmegőrző tábor, Borospatak Románia 2012
- "Klasszikusok Szárhegyen", Művésztelep, Románia 2012

## Szakmai kitüntetések, díjak
- 1979 Aranyérem „Cadran” termék, Pozsony Szlovákia
- 1982 Aranyérem „Ossidenta” termék, Pozsony Szlovákia
- 1984 Aranyérem „Lys” termék, Pozsony Szlovákia
- 1985 Aranyérem „Riposta” termék, Pozsony Szlovákia
- 1989 II. díj Torinói Könyvszalon Olaszország
- 2001 Különdíj, Nemzetközi Kisgrafikai Biennálé Kolozsvár, Románia
- 2006 „Boromisza”-díj Hortobágy-i Nemzetközi Alkotótábor Magyarország.
- 2010 Dicséret – Kortárs Képzőművészeti kiállítás, Művészeti Múzeum, Brassó, Románia

## Külföldi tanulmányutak
- Moszkva, Leningrád, Vilnius, Kaunas – 1986
- Róma, Bologna, Firenze – 1990
- Budapest, Pécs, Veszprém, Debrecen, Szentendre, Eger, Miskolc, Hatvan – 1993
- Párizs, Hirson, Saint-Michel, 1998, Párizs, Laon, Reims, Brüsszel – 1999

## Galéria
|  |  |  |  |